# Hormisdas
Hormisdas (Frosinone, c. 450-Roma, 6 de agosto de 523) fue el papa 52.º (de 514 a 523) y santo de la Iglesia católica. 
Diácono en el momento de su elección, estuvo casado antes de ser ordenado y tuvo un hijo que más tarde se convertiría en el  papa Silverio.
Su primera actuación como pontífice fue acabar con los últimos rescoldos del cisma acaciano surgido en el 484 mediante la llamada "fórmula de Hormisdas" propuesta en 519 tras una reunión entre las Iglesias de Roma y de Constantinopla.
Durante su papado encargó a Dionisio el Exiguo, un astrónomo de origen escita y abad de un monasterio romano, reformar el calendario existente, tarea que resolvió al establecer como año primero de la era cristiana el del nacimiento de Jesús. Los cálculos que este realizó resultaron, según se comprobó después, equivocados en unos 6 años al datar de forma errónea el reinado de Herodes I el Grande, por lo que dedujo que Jesús nació el año 753 de la fundación de Roma, cuando de hecho debió suceder hacia el 748.
Resultó elegido papa en presencia del célebre Casiodoro, entonces cónsul, y delegado del rey Teodorico para esta elección. Consiguió, con la tercera delegación que envió a Constantinopla, reconciliar esta Iglesia con la Santa Sede, de la cual estaba separada desde la condenación de Acacio. Su pontificado fue glorioso por el vigor con que sostuvo la doctrina, por la reforma del clero, por la paz que procuró a las Iglesias de Oriente, por la expulsión de los maniqueos de Roma, y por sus limosnas y liberalidades con los Santos Lugares. Hormisdas murió en 6 de agosto de 523.